# Ізола (Словенія)
Ізола (словен. Izola - [ˈíːzɔla] ( прослухати); італ. Isola [ˈiːzola]) — місто в Словенії, адміністративний центр однойменної общини у статистичному регіоні Обално-крашка.

## Назва
Назва Ізола походить від романського кореня із значенням «острів».

## Географія
Ізола розташована в південно-західній частині Словенії, на узбережжі Адріатичного моря, на півострові між Копером і Піраном, на висоті 2 м. над рівнем моря, за 110 км на південний захід від столиці країни міста Любляна. Місто розташоване на півострові, який раніше був островом, а в XIX столітті з'єднаний із континентом штучним перешийком. 

## Клімат
| Кліматограма Ізоли | Кліматограма Ізоли | Кліматограма Ізоли | Кліматограма Ізоли | Кліматограма Ізоли | Кліматограма Ізоли | Кліматограма Ізоли | Кліматограма Ізоли | Кліматограма Ізоли | Кліматограма Ізоли | Кліматограма Ізоли | Кліматограма Ізоли |
| --- | ------------------ | ------------------ | ------------------ | ------------------ | ------------------ | ------------------ | ------------------ | ------------------ | ------------------ | ------------------ | ------------------ |
| С | Л                  | Б                  | К                  | Т                  | Ч                  | Л                  | С                  | В                  | Ж                  | Л                  | Г                  |
| 82 7 −2 | 89 8 2             | 89 12 5            | 102 16 8           | 105 20 14          | 85 24 18           | 67 27 20           | 91 27 20           | 151 22 16          | 163 18 13          | 178 13 8           | 111 9 4            |
| Середня макс. і мін. температури повітря (°C) Атмосферні опади (мм), за рік : 1313 мм. Джерело: Ізола «Climate-Data.org» (англ.) |                    |                    |                    |                    |                    |                    |                    |                    |                    |                    |                    |

## Історія

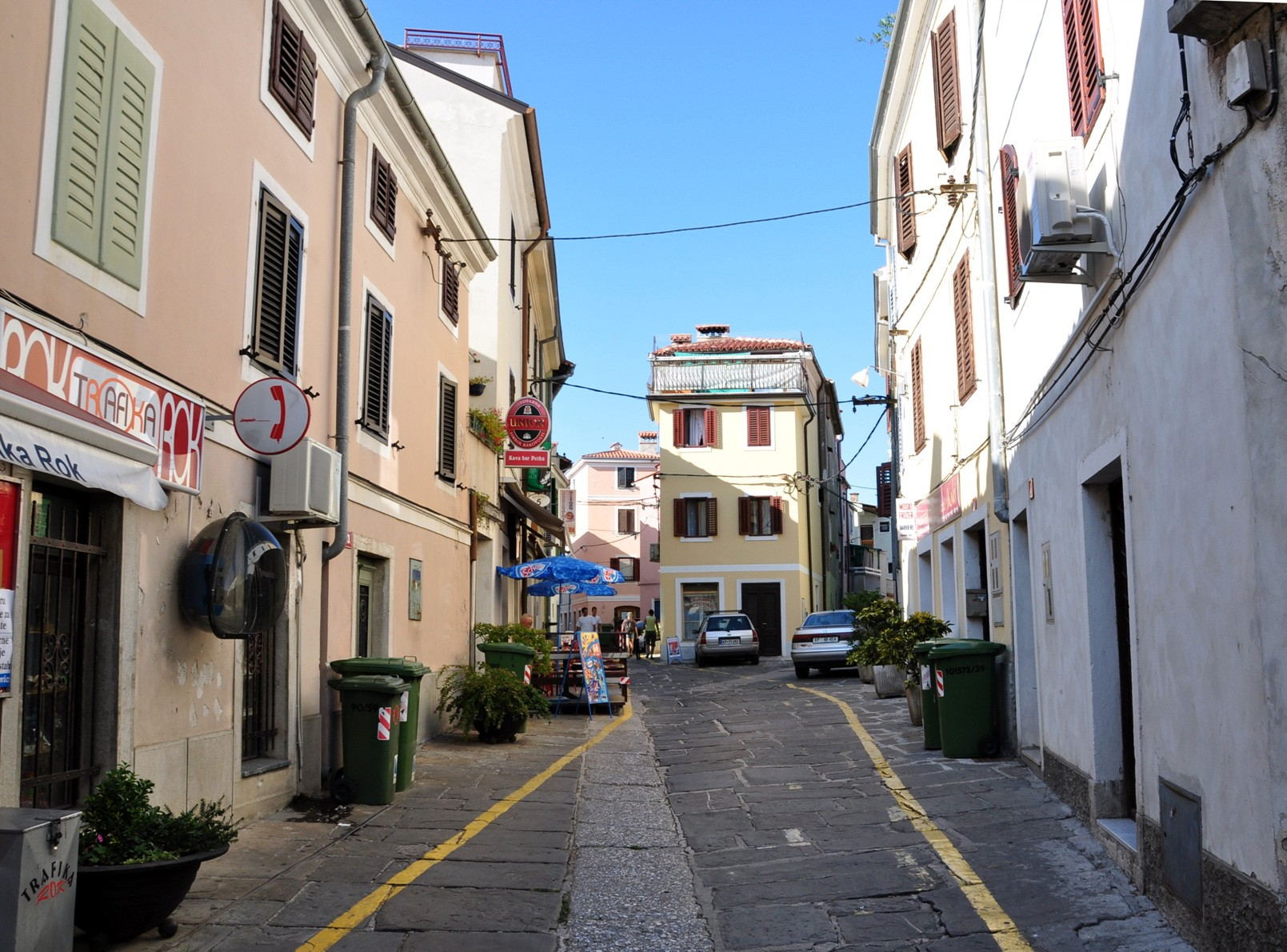
Вулиця в середмісті

За часів Римської імперії тут був великий порт Аліаетум.
Ізолу вперше згадано під назвою Insula у венеційському документі «Liber Albus» в 932 році.
У 1253 році Ізола проголосила незалежність від Коперу, проте вже в 1278 році місто стала контролювати Венеційська республіка. Значення Ізоли як порту стало падати з початку XVI століття, коли почав переживати бурхливий розвиток сусідній Трієст.
Після падіння Венеційської республіки у 1797 року Ізола була приєднана до Австрії. У 1805–1813 роках місто контролювали наполеонівські війська, а в 1813 році Ізола знову відійшла Австрії.
Після першої світової війни Ізола разом із усім півостровом Істрія перейшла Італії, у той час як інша Далмація увійшла до складу Королівства сербів, хорватів та словенців, пізніше Королівства Югославія.
Після другої світової війни Ізола стала частиною Югославії.
У 1991 році, після розпаду останньої Югославії, місто стало частиною незалежної Словенії.

## Демографія
Населення міста — 11 235 осіб (2016).
Округ Ізола офіційно двомовний: італійська мова має такі самі права, що і словенська.

## Транспорт
Місто пов'язане прибережним шосе з сусідніми прибережними містами, а також Хорватією та Італією.
Через Копер Ізола пов'язана з Любляною та іншими великими словенськими містами, італійським Трієстом та хорватською Істрією.
Регулярне автобусне сполучення з Любляною, сусідніми містами Словенії, Хорватії та Італії.
У місті розташований пасажирський морський вокзал, виконують туристичні рейси до Венеції та інших міст.
Місто з найбільшим яхтовим портом на узбережжі Словенії.

## Економіка
Основою економіки Ізоли служить туризм, риболовецька та рибопереробна промисловість. Місто популярне серед яхтсменів і любителів віндсерфінгу.

## Пам'ятки
- Велика площа — центральна площа міста, оточена старовинними будівлями.
- Будівля міського магістрату — стоїть на великій площі, побудована в 1325 році в готичному стилі, перебудована в XVII столітті в стилі бароко.
- Церква св. Мавриція (Мауро) — побудована в XVI столітті.

Одна з головних визначних пам'яток Ізоли — церква св. Петра, побудована в 1175 році, — до наших днів не збереглася. Її залишки були повністю зруйновані в 1978 році.

## Персоналії

### Уродженці

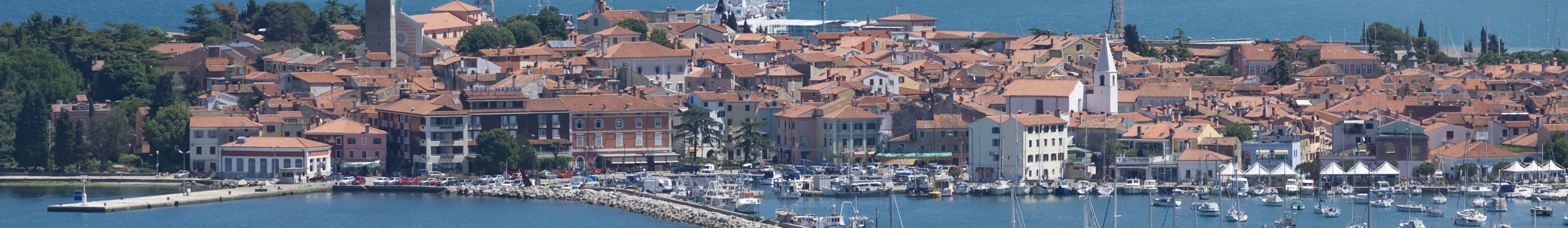

- Ніно Бенвенуті — італійський боксер, олімпійський чемпіон 1960 року.
- Мітя Ґаспаріні — словенський волейболіст.
- Антон Жлогар — словенський футболіст і тренер.
- Дарко Миланич — словенський футболіст і тренер.